# روزنامة (مسلسل)
روزنامة مسلسل سوري عرض في رمضان 1434هـ/2013م. 

## قصة المسلسل
تدور أحداثه في كليّة الآداب وهو يغوص في عوالم مجموعة من الطلبة الجامعيين الذين يمرّون خلال «روزنامة» الفصل الدراسي بأحداث ومواقف متنوّعة تضعهم في مواجهة ذواتهم وبعضهم البعض، ليظهر حرم كلية الآداب كمجتمع متكامل بأطياف وأنماط

## أبطال المسلسل
- جهاد سعد
- لارا سعادة
- محمد حمادة
- هيا مرعشلي
- روعة شيخاني
- رائد مشرف
- نجاح مختار
- ماون عباس
- مؤيد الخراط
- أحمد كيكي